# Penton
Penton – miejscowość spisowa w Stanach Zjednoczonych, w stanie Alabama, w hrabstwie Chambers.